# São Sebastião (Rio Maior)
São Sebastião est une freguesia portugaise située dans le District de Santarém.
Avec une superficie de 15,48 km2 et une population de 564 habitants (2001), la paroisse possède une densité de 36,4 hab/km2.